# لشگون
لشکون لامرد، روستایی از توابع بخش مرکزی شهرستان لامرد در استان فارس

## جمعیت
این روستا در دهستان حومه قرار دارد و براساس سرشماری مرکز آمار ایران در سال ۱۳۸۵، جمعیت آن ۳۷۸ نفر (۸۰ خانوار) بوده‌است.